# 横田めぐみ
横田 めぐみ（よこた めぐみ、1964年〈昭和39年〉10月5日 - ）は、北朝鮮による拉致被害者である日本人、日本国政府認定の拉致被害者。中学1年生（13歳）のとき、部活動を終えて帰宅するところを拉致された。

## 人物

### 年譜
- 1964年（昭和39年）10月5日 : 日本銀行職員の父・滋と母・早紀江の長女として、名古屋市の聖霊病院で生まれる[1][2]。以後、父・滋の転勤により東京都品川区や広島市に転居[5][6]。広島時代は、特別な道具がなくても葉っぱや木、石などを使ってさまざまな遊びを考え出す子どもであった[1]。
- 1976年（昭和51年）7月23日 : 新潟市に転居する[7]。
  - 静かな住宅地で、近くに新潟大学理学部・人文学部の跡地があり、広大な空き地となっていて海岸の防風林に続いていた。夜間は人気が途絶え海鳴りの音だけが聞こえてくる[8]。めぐみは「ずいぶん寂しいところだね。お父さんはここに何年いるのかなあ」と真顔で早紀江にたずねたことがあったという[8]。
- 1977年（昭和52年）[注釈 1]
  - 4月 : 新潟市立寄居中学校に進学。バドミントン部に所属する[2][10]。
  - 11月15日 : バドミントン部の練習後の下校途中に失踪。チームメート2人と一緒に6時半すぎに校門を出て、水道町の自宅へ向かった[11]。同日、新潟県警察に捜索願が提出される[2]。同日夜、新潟中央警察署は全職員を非常招集し、県警本部と連絡を取りながら最大220人態勢で捜査を進めた[11]。翌11月16日には機動隊760人が投入されて大がかりな捜索活動が開始された。この捜索隊の規模は当時新潟県警始まって以来と言われるほど大規模なものだった。遺留品発見にも全力を挙げたが見つからなかった[11]。このとき、警察犬は必ず通学路の途中の一地点で止まったままの状態になった[11]。のちに、北朝鮮の工作員だった辛光洙らによる拉致犯罪であったことが判明した[9][注釈 2]。辛光洙は横田めぐみと曽我ひとみを招待所で教育する係だったが、辛は曽我に「めぐみちゃんを日本から拉致してきたのは自分だ」と話したという[13]。
  - 11月16日：朝礼が少し遅れて始まり、教師が「大事な話がある」と切り出して同級生に横田めぐみが行方不明になったことを告げたという[14]。

### 人物像
明るく朗らかな性格。歌ったり絵を描いたりすることが好きで、習字やクラシックバレエを習っていた。『ベルサイユのばら』のような少女漫画風のイラストをよく描いていた。漫画は読むだけではなく、自分でもストーリー漫画を描くほどに入れ込んでいた。また、読書好きで、新潟の小学校では広島から転校して卒業するまでの間（約8か月間）で学校図書から借りた冊数が、学年で一番多かったという。さまざまな分野を乱読しており、芥川龍之介や夏目漱石はジュニア版でなく全集で読んでおり、推理小説も好んでいた。
何度も転居を経験してきたので新潟の地にもすぐなじみ、友人もできた。小学校では合唱のサークルに入って活動し、卒業式に6年生119人全員で披露した合唱曲「流浪の民」（ロベルト・シューマン作曲）の独唱部分を歌う4人のうちの1人に抜擢された。中学校ではバドミントン部員や同級生からは「ヨコ」と呼ばれていた。友人によれば「ヨコ」は成績抜群であった。横田めぐみの親友は彼女の誕生日に蝶々のアクセサリーを贈った。彼女は「ヨコ」がいなくなった日、初めて大泣きしたという。
失踪前日の11月14日、父・滋の誕生日に「これからはおしゃれに気をつけて」と言い、櫛をプレゼントした。

## 北朝鮮での消息
1977年（昭和52年）11月15日、辛光洙ら北朝鮮の工作員に連れ去られた。彼女が泣き叫んで抵抗したため、約40時間にわたって、北朝鮮に向かう船の船倉に閉じ込められた。彼女は「お母さん、お母さん」と泣き叫び、北朝鮮に到着時、出入口や壁などを引っ掻いたため爪が剥がれそうになるほど血まみれだった。これは、北朝鮮の工作員だった安明進が、拉致実行犯のひとりである「丁（チョン）教官」（丁順権）から直接聞いた話である。
丁順権は、1988年（昭和63年）10月の朝鮮労働党創立記念式典の際、横田めぐみを指して「あの娘は自分が日本から連れてきた子だ」と安に話しかけたという。丁順権は北朝鮮に拉致した後、何度か横田めぐみに話しかけたが無視されて寂しかったと語っており、拉致してみたら大人ではなく少女だったことで責任者から問い詰められ、自身も気がとがめたこと、日本に再入国した際、街に貼られているめぐみのポスターを1枚はがして持ち帰ったことなどを安明進に話している。
初めて彼女について証言した亡命者（安明進ではない）によれば、彼女は拉致されてきた後、「朝鮮語を覚えたらお父さん、お母さんに会わせてあげる」と言われて一生懸命勉強したが、それが叶わないと知り、精神を病んで入院したという。

### 曽我ひとみと同居
曽我ひとみの証言によれば、1978年（昭和53年）8月から1980年（昭和55年）6月頃まで平壌市内で1年半曽我ひとみと同居しており、2人はすぐに仲良くなったという。彼女は曽我ひとみといるときはいつもにこにこしていて、かわいらしいえくぼを見せていた。昼は朝鮮名で呼び合ったが夜はひそひそ声で日本語でさまざまなことを話した。彼女と曽我ひとみを担当した教育係の一人が辛光洙であった。1年早く北朝鮮に連れてこられためぐみは曽我ひとみに朝鮮語の初歩を授けた。2人は一緒に朝鮮語を勉強し、また、バドミントンや卓球をすることもあったという。当時15歳だった彼女は、故郷のことをしきりに思い、泣くことも多かったという。2人とも日本が恋しく、とにかく日本に帰りたかった。母への思いは共通していた。曽我ひとみとは強い友情で結ばれ、のちに自分の娘に曽我ひとみの朝鮮での名前である「ヘギョン」の名をつけた。曽我ひとみがチャールズ・ジェンキンスと結婚することになったとき、彼女はひとみに餞別としてバドミントン用のバッグをあげたという。その後、1983年か1984年頃、横田めぐみは曽我ひとみにそれとなく音信を伝える方法を考え、それによれば平壌の中心部に住んでいて元気にやっていたようである。

### 田口八重子と同居
北朝鮮の工作員であった金賢姫が2009年に飯塚耕一郎（田口八重子の長男）に語ったところによれば、1984年（昭和59年）頃に平壌南東約20キロメートルの中和郡忠龍里にある日本人居住地で、拉致被害者である横田めぐみ、田口八重子と金賢姫の同僚工作員であった金淑姫の3人が生活していた。金淑姫は金賢姫に対し、忠龍里の招待所は「電気事情が悪く寒いので、服を何枚も重ね着していた」と語ったという。めぐみは当時、金淑姫に日本語を教えていた。金賢姫は、2009年の韓国誌『月刊朝鮮』のインタビューでも、「横田めぐみが金淑姫に日本語を教えていた。横田と淑姫が一緒に写ったポラロイド写真も見たことがある」と証言している。また、金賢姫が工作員教育を受けているとき、「おとなしく、憂鬱気味で、よく病気になり入院していた」という風評を耳にしたという。
地村（旧姓浜本）富貴恵の証言によれば、1985年1月頃まで金淑姫と田口八重子、横田めぐみが同居していたが、途中で淑姫がいなくなって八重子とめぐみが忠龍里一地区で2人で暮らすようになった。2人は1985年末に同じ忠龍里の二地区に移され、1986年春頃に八重子が腰痛のため915病院に入院したため、横田めぐみが1人残された。そこに近所に住んでいた金英男が通い、彼女から日本語を習ったと証言している。
また、チャールズ・ジェンキンスによれば、1985年から1986年にかけて、外貨専用の「楽園百貨店」に子供連れで買い物に出かけた際に偶然めぐみと出会ったという。めぐみは2人の娘の美花をあやしたり、日本語のわからないジェンキンスに朝鮮語で「奥さんと私は大の仲良しです」と話したとされる。

### 結婚・忠龍里での生活
北朝鮮当局によれば、こののち1986年（昭和61年）に平壌へ転居、同年、韓国人拉致被害者の金英男（当初は北朝鮮人のキム・チョルジョンと説明）と結婚し、翌年の1987年に娘のキム・ヘギョン（キム・ウンギョン）を出産したという。
安明進の記憶によれば、1988年（昭和63年）から1990年（平成2年）にかけて、金正日政治軍事大学内で加藤久美子（1970年8月拉致）らと一緒にいるところを何度も目撃したという。彼女は加藤久美子同様、対日工作員の日本語教官をさせられていた。安によれば、初めて安が彼女を目撃したのは1988年10月9日のことで、朝鮮人教官たちが全員軍服姿だったのに対し、日本人教官7名は私服であり、「ひときわ綺麗な女性」だったこともあり、すぐに印象に残ったのだという。このとき、丁順権が「私が70年代の後半に新潟から拉致してきた」と安にささやいたという。安は何度も彼女を見かけており、身長は160センチ少々、当時20歳代半ばくらい、髪はストレート、未婚のようにみえたという。安は自著に「特に彼女が笑うと深く窪んだえくぼは、見る人に心優しい印象を与えていた」と記した。安は、彼女がいつもハイヒールを履いていたこともよく記憶している。安は日付のわかるもの（公式行事、式典）では、1988年12月31日、1989年1月30日にも横田めぐみを目撃している。
その後、日本に帰還した人々の証言によれば、1994年（平成6年）頃までは地村保志・浜本富貴恵の夫妻や蓮池薫・奥土祐木子の夫妻と同じ忠龍里地区で暮らしていたという。横田早紀江は帰国した拉致被害者女性からも「めぐみさんは体が弱く、預かっていたことがあった」ことを聞いている。彼女は拉致された時に持っていたバドミントンのラケットカバーを大切そうに持っていて、幼い娘にはきれいな服を着せて一緒に散歩をしていたという。また、彼女は特に語学に堪能で、朝鮮語をきれいな発音で話していたという。
韓国の情報機関は、1995年から1997年にかけての横田めぐみは、金正日の子どもたちに日本語を教えていたという情報をつかんでおり、この情報源は金正日書記室の幹部からのものとされ、安明進は「極めて信憑性が高い」としている。

## 拉致事件の発覚
1997年（平成9年）1月21日、失踪事件を調べていた国会議員秘書兵本達吉より、横田めぐみが北朝鮮に拉致されていたことが発覚し、平壌で生きているという情報が日本に入った。1997年2月3日、「産経新聞」が彼女は「北朝鮮に拉致されている可能性が高い」と報じ、つづいて日本国内のマスコミがこれを一斉に報道した。実名を出すかどうかは苦悩の末、父親の滋が実名を出すことを決断した。
これに対し、北朝鮮は1997年2月10日の平壌放送で「月を見て吠える狂犬の声」と日本の報道を強く非難し、横田めぐみ拉致の事実を完全に否定した。父の横田滋らは、3月25日、北朝鮮による拉致被害者家族連絡会（通称、「家族会」）を結成し、滋はその代表となった。なお、この日は、めぐみをかわいがっていた彼女の祖父が北海道で死去している（93歳）。
横田滋・早紀江の夫妻が街頭活動を開始したのは4月のことであった。4月28日には、北朝鮮外務省のスポークスマンが「日本から中学生を拉致するいかなる必要も利害関係もない」と断言し、「日本が、わが方と対決方向に進むなら、相応の対抗措置を取らざるを得ない」との立場を示した。日本では警察庁の伊達警備局長が、同年5月に衆議院予算委員会で横田めぐみに関し、「総合的に検討した結果、北朝鮮に拉致された疑いがある」と答弁した。横田夫妻は各機関・政治家にめぐみの救出をはたらきかけ、陳情活動を展開した。世論の反応は大きく、8月には50万筆以上の署名を集めて首相官邸に届けた。
2002年（平成14年）9月17日、日本の小泉純一郎首相が訪問して金正日国防委員長と会談を行い、日朝平壌宣言を発表した。同時に開かれた第1回日朝首脳会談において、北朝鮮側はそれまで「事実無根」と主張してきた拉致問題を一転して正式に認め、謝罪した。
金正日はこのように述べて「責任ある者」としてチャン・ボンリムとキム・ソンチョルを処罰したと説明した。北朝鮮側はまた横田めぐみを含む13人の拉致を認め、うち5人が生存、彼女を含む8人が死亡したと発表した。めぐみは「キム・チョルジュン」なる朝鮮人と結婚、一女を出産したのち自殺したと説明した。このとき、駐英公使の梅本和義がめぐみの娘キム・ヘギョンに面会した。外務省飯倉公館で「横田めぐみ死亡」を両親に宣告したのは官房長官の福田康夫と外務副大臣の植竹繁雄であった。政府は、北朝鮮が示した死亡日時も告げず、単に死亡したという結論だけを伝え、「死亡情報」については何の裏付け作業もしていなかった。
2002年10月25日にフジテレビが日本国内に流したキム・ヘギョン（当時15歳）のインタビュー報道では「おじいさん、おばあさんに会いたい」と涙を流す一方、母めぐみについては自分が5歳のときに「死亡した」と淡々と述べた。また、ヘギョンが「母の形見」として示したバドミントンのラケットは、チームメイトたちによれば間違いなく「ヨコ」が中学生のときに使っていたものであった。
2004年（平成16年）11月、北朝鮮が夫が保管していたというめぐみの「遺骨」や写真、自筆メモ等を提出した。すべての鑑定結果が出たのは2004年12月24日であった。警察庁科学警察研究所と帝京大学法医学研究室による鑑定の結果、警察庁科学警察研究所は「遺骨が高温で焼かれていたため、DNAを検出できなかった」とした一方、帝京大は「横田めぐみさん以外の人のDNAを複数発見した」と報告。政府はこれを受け、「『遺骨』の一部から横田めぐみさんのものとは異なるDNAが検出された」と発表した。提出された写真については、背景に金正日政治軍事大学が写り込んでいるものがあり、また、影の映り方が不自然で合成と思われる写真もあった。「遺骨」の鑑定について横田滋は「国家間の交渉でニセの遺骨を渡すなど、どう考えても許せることではない」と語った。
しかし、その直後、横田めぐみの遺骨鑑定を担当した帝京大学医学部の医師は、英科学誌「ネイチャー」において、「遺骨は何でも吸い取る硬いスポンジのようなものだ。もし、遺骨にそれを扱った誰かの汗や脂がしみ込んでいたら、どんなにうまく処理しても、それらを取り出すことは不可能だろう」、「自分が行った鑑定は断定的なものではない」と語っている。

### 死亡説と生存説

#### 死亡説
北朝鮮側は当初、「1993年1月にノイローゼになって入院し、3月、精神病で入院していた平壌市内の49号予防院（病院）で首をつって自殺した」と説明した。「遺骨」については、病院の裏山にいったん埋葬されたが、その後夫が別の場所（場所は不明）に移動したと説明していた。のちに帰国被害者の発言により1993年後も生存していたことが確認されると「1994年4月に自殺した」という説明に訂正された。
当初、北朝鮮は横田めぐみは「キム・チョルジュン」なる朝鮮人と結婚していたと説明していた。2002年9月、「キム・チョルジュン」は「幸せな家庭生活を送っていたところ、1993年に突然病気でめぐみを失うという不幸が襲った」とめぐみの両親に手紙を出している。
2006年4月11日、日本政府は、DNA鑑定の結果、彼女の夫は1978年に韓国で拉致された金英男である可能性が高いと発表すると、当初金英男の存在を認めていなかった北朝鮮側は一転、2006年6月8日に金英男が彼女の夫だったと発表した。そして金英男は、同年6月29日、横田めぐみは「1994年4月13日に病院で自殺した」と証言した。「1993年に死んだ」とする手紙については、「錯覚だった」と述べた。2004年の日本政府の調査によって「遺骨」が本人のものではないという結果が出たことに対し、彼は「偽物だという幼稚な主張は、夫である私とめぐみに対する侮辱であり、耐えられない人権蹂躙だ」として日本側を厳しく非難した。
死亡説を唱える政治家に石井一などがいる。石井一は、2014年8月29日、神戸市で開催された旭日大綬章受章記念パーティーにおいて北朝鮮拉致問題にふれ「日本政府はいまだに横田めぐみさんらを返せと騒いでいるが、もうとっくに亡くなっている」「私は北朝鮮に精通している。それなのにまだ（交渉を）やっとるのは非常に違和感がある」と発言した。翌日の産経新聞社からの取材に対しても、「拉致被害者の家族が『生きて帰ってきてほしい』と思うのは当然だし、帰ってくれば、それ以上にうれしいことはない」と述べると同時に、「金正日総書記が小泉首相に伝えた拉致被害者の『死亡』という事実は大きい。いったん受け入れたものを、ひっくり返せるのか。被害者家族を思えば痛ましいことだが、それはほとんど不可能に近い。国際社会としては決着がついている話だ」と従来と同じ主張を繰り返した上で、「かわいそうだから返せ、と騒ぐこと自体がマイナスなことではないか」と述べて発言を撤回する意志はないことを示した。なお、石井は1990年9月の金丸訪朝団派遣に先立って、有本恵子の父有本明弘が1988年に石岡亨が北朝鮮から送った手紙のコピーを持って事務所を訪れると、コピーをちゃんと金丸信に渡すと約束し、自分も責任を持って北朝鮮側に訴えると有本に誓ったにもかかわらず、日朝会談を目前として「あんな手紙ぐらいじゃ」と彼を突き放して石岡の手紙を握りつぶしたことのある人物である。パチンコ・チェーンストア協会政治分野アドバイザーで石井と親しい生方幸夫も同様の発言をしたが、彼は発言を撤回した。

#### 生存説
北朝鮮発表ではすでに死んでいるはずの1997年、当時の橋本龍太郎内閣の中枢にあった人物が金正日の側近金容淳から「めぐみ生存」を非公式に伝えられている。また、南光植という北朝鮮の財政経理部にいた脱北者が1996年から1999年にかけて平壌市平川区域鞍山招待所で横田めぐみらを目撃したという情報もある。さらに、寺越事件で北朝鮮に拉致された可能性の濃厚な寺越武志の母、寺越友枝が2000年4月23日、当時自由民主党幹事長であった野中広務と面会した際、野中が友枝に「北朝鮮側が横田めぐみに会わせるからカネをくれと言われている」と語ったとする証言がある。
安明進は、2003年、複数の工作員情報として「金正日一家の家庭教師役として宮殿に移った」と証言しており、「指導者の内実まで知ってしまった彼女を殺すはずがない。いまも宮殿内で生きている」と断言した。そして、北朝鮮が最初の説明で出した「49号病院」というのは、北朝鮮各道にいくつも存在する「精神病院」という意味の一般名称であり、北朝鮮の一般人のための施設であって、工作員・拉致被害者のためには915病院という別の病院を設けて秘密保持をしているのだから、北朝鮮がそのようなところに横田めぐみを入院させるはずがないと指摘している。
平壌留学中の1992年に朝鮮社会科学院の教官から「拉致講義」を受けたという関西大学の李英和は、キム・ヘギョンへのインタビュー報道をみて「聡明な娘さんという印象を受けた。おじいさん、おばあさんに会いたいと涙を流す感受性も豊か。それなのに、母・めぐみさんの死については比較的淡々と答えていた。つまり『ああ、生きているから心がぶれないのだな』と安心した」と語り、彼女が生存している確信を深めたという。また、儒教文化の影響の強い北朝鮮で、墓の場所がわからない、墓参をしたことがないというのはきわめて不自然であり、「死亡説」はおおいに疑問であるとしている。
北朝鮮の元工作員金賢姫は、2017年のインタビューのなかで、めぐみ工作員の日本語教育係や金正日一家の日本語教師を務めるなど、金一家の秘密を知っていることが帰国させない理由のひとつではないかとの見解を示し、めぐみは現在も生きていると主張した。
日本に帰国した蓮池薫は、1987年から1994年にかけて蓮池夫妻と横田めぐみは同じ地区の招待所で近所で暮らしていたと証言しており、「1994年に死亡した」という北朝鮮の説明は事実に反すると述べている。彼女が娘に綺麗な服を着せて散歩している姿も見ており、また、拉致されたときに持ってきたバドミントンのラケットカバーを大切そうにしていたという。
中学時代の部活仲間も多くは妻となり、母となっている。そのなかの一人は「ヨコにもヘギョンちゃんがいるのだから、自殺なんかするはずがない」と言い切った。
2004年11月の第3回日朝実務者協議では、上述したように横田めぐみの「遺骨」と称するものが出され、DNAを検出できる骨片10点を帝京大学と科学警察研究所に5点ずつ分け、それぞれの機関で横田早紀江が保管していためぐみの臍帯（へその緒）と照合して鑑定を行った。その結果、帝京大学に鑑定を移植した5片のうち4片からは同一のDNA、1片からは異なるDNAが検出されたが、いずれも横田めぐみのDNAではなかった。彼女が仮に死亡していた場合、その遺骨を提供すればよいのであるから、ニセの遺骨を差し出すということは逆に生存の可能性が高いこととなる。
また、この実務者協議で北朝鮮側は、2002年に日本政府調査団に提供された8人の死亡確認書と横田めぐみの病院死亡台帳が「本来存在しないものを捏造した」ものであることを認めている。
朝鮮半島の専門家は、「彼女を帰国させたら工作員養成所についていろいろ聞かれ、北朝鮮がテロ国家である実態が暴露されてしまう。彼女の拉致までは認めても指導者の拉致関与とテロ活動だけは否認しなければならない。そのため、『死亡』とすることで幕引きを図ったのではないか」と推論している。

## 演じた俳優
- 若原めぐみ（「北朝鮮拉致・めぐみ、お母さんがきっと助けてあげる」、テレビ東京、2003年）
- 福田麻由子 [注釈 15] （「再会〜横田めぐみさんの願い〜」、日本テレビ、2006年）
- 片瀬那奈 [注釈 16] （「再会〜横田めぐみさんの願い〜」、日本テレビ、2006年）
- 高山みなみ[2]（「めぐみ」、Webアニメ、2008年）
- 笠菜月（「めぐみへの誓い」、映画、2020年）